# 5706 Finkelstein
5706 Finkelstein este un asteroid din centura principală de asteroizi.

## Descriere
5706 Finkelstein este un asteroid din centura principală de asteroizi. A fost descoperit pe 23 septembrie 1971 la Observatorul de Astrofizică din Crimeea. Asteroidul prezintă o orbită caracterizată de o semiaxă mare de 3,13 ua, o excentricitate de 0,19 și o înclinație de 1,6° în raport cu ecliptica.